# Bad Moon Rising (canción)
«Bad Moon Rising» es una canción de la banda estadounidense Creedence Clearwater Revival. Esta canción fue publicada en el disco Green River (1969); el cual fue uno de los puntapié iniciales para la exitosa carrera internacional de esta banda.

## Historia
El sencillo fue lanzado en abril de 1969 y llegó al puesto #2 en el Billboard Hot 100 y al #1 en el UK Singles Chart, donde estuvo casi tres semanas en septiembre de 1969.
En 2010, la revista Rolling Stone, colocó a «Bad Moon Rising», en el puesto número #364 de las 500 mejores canciones de todos los tiempos.

## Composición
Escrita en su totalidad por John Fogerty, este alegre rock and roll con algunos guiños de música country, contrasta notablemente con la letra, la cual esta llena de melancolía y tristeza, ya que describe los acontecimientos que indican un próximo apocalipsis. Así lo señaló John Fogerty en una entrevista con la Rolling Stone: 

"La letra de esa canción fue inspirada por una película llamada The Devil and Daniel Webster, especialmente en la escena donde un huracán arrasa con un pueblo. Al ver eso se me vino a la mente la frase "I feel the hurricane blowin', I hope you're quite prepared to die" (siento soplar al huracán, espero que estés suficientemente preparado/a para morir). En general esta canción trata sobre el fin del mundo..."

## En la cultura popular
- Fue usada en el soundtrack de varias películas de ciencia ficción y terror como: An American Werewolf In London (1981), Blade (1998) y Kong: La Isla Calavera entre otras.

- Además esta canción ha sido interpretada por varios artistas y en diversos estilos. Algunos que han hecho un "cover" de Bad Moon Rising son: Nirvana, Bruce Springsteen, Bo Diddley, Type O Negative, 16 Horsepower, entre otros.

- En 2010, la hinchada del Club Atlético San Lorenzo de Almagro, utilizó la melodía de «Bad Moon Rising» para generar una canción de aliento a su equipo, que luego fue tomada por otras hinchadas.[4] Durante la Copa Mundial Brasil 2014, los hinchas de Argentina la utilizaron en su canción «Brasil, decime qué se siente».[5]  Fue tan popular aquella adaptación festiva que los mismos miembros de Creedence y el autor de la canción, John Fogerty, manifestaron su apoyo y agrado a la hinchada argentina.[6] Al mismo tiempo, apareció un video de un concierto televisivo de la banda en 1969, donde interpretaban el tema y se viralizó como si interpretaran la melodía futbolística.[6]

## Posicionamiento
| Lista (1969)                     | Número de posiciones |
| -------------------------------- | -------------------- |
| US Billboard Top 100             | 2                    |
| Australian ARIA Charts           | 3                    |
| Ö3 Austria Top 40                | 8                    |
| Belgian Ultratop 50              | 3                    |
| Canadian RPM Top Tracks          | 5                    |
| German Media Control Charts      | 8                    |
| Dutch Singles Charts             | 10                   |
| Irish Smingles Charts            | 1                    |
| Norwegian VG-Lista Charts        | 3                    |
| Swedish Sverigetopplistan Charts | 3                    |
| U.K. Singles Charts              | 1                    |